# Mike Woods
Michael Paul „Mike“ Woods (* 15. Mai 1952 in Milwaukee, Wisconsin) ist ein ehemaliger US-amerikanischer Eisschnellläufer.
Woods trat bei der Juniorenweltmeisterschaft 1972 in Fredrikstad das erste Mal international in Erscheinung. Im Kleinen Vierkampf belegte er den elften Platz. Im Großen Vierkampf konnte er bei der Mehrkampfweltmeisterschaft 1974 in Inzell den 17. Platz belegen. Bei der Sprint-WM im gleichen Jahr in Innsbruck erreichte er im Mehrkampf Rang 15. Die Mehrkampf-WM 1975 in Oslo beendete Woods auf dem 19. Platz. 1976 trat er bei seinen ersten Olympischen Winterspielen in Innsbruck an. Über 5000 Meter und 10.000 Meter wurde er jeweils Zwölfter, über 1500 Meter wurde er 23. Zwischen 1977 und 1980 trat er bei vier weiteren Mehrkampfweltmeisterschaften im Großen Vierkampf an: 1977 in Heerenveen wurde er 16., 1978 in Göteborg Zwölfter, 1979 in Oslo Vierter, nachdem er im Rennen über 5000 Meter Zweiter und 1980 in Heerenveen Siebter geworden war. Im gleichen Jahr nahm Woods an den Olympischen Winterspielen in Lake Placid teil. Über 10.000 Meter belegte er den vierten Platz, über 5000 Meter den siebten Platz. Vier Jahre später, bei den Olympischen Winterspielen 1984 in Sarajevo trat er erneut über 5000 Meter und 10.000 Meter an und belegte dabei die Plätze zwölf und sieben. Bei der Mehrkampf-WM im gleichen Jahr wurde er im Großen Vierkampf erneut Zwölfter, nachdem er über 10.000 Meter Zweiter geworden war.
Woods schloss sein Studium an der Marquette University 1984 mit magna cum laude ab. Er besuchte anschließend eine medizinische Hochschule und belegte eine Facharztausbildung zum Anästhesisten. Nach seiner sportlichen Karriere arbeitete er als Narkosefacharzt.

## Persönliche Bestzeiten
| Strecke  | Zeit         | Datum            | Ort         |
| -------- | ------------ | ---------------- | ----------- |
| 00500 m  | 039,20 s     | 18. Februar 1978 | Holmestrand |
| 01.000 m | 01:19,00 min | 12. März 1978    | Tynset      |
| 01.500 m | 01:58,57 min | 19. Januar 1980  | Davos       |
| 03.000 m | 04:10,82 min | 6. März 1980     | Inzell      |
| 05.000 m | 07:05,83 min | 20. Januar 1980  | Davos       |
| 10.000 m | 14:39,53 min | 13. Februar 1980 | Lake Placid |